# Spermacoce brevidens
Spermacoce brevidens är en måreväxtart som beskrevs av Harwood. Spermacoce brevidens ingår i släktet Spermacoce och familjen måreväxter. Inga underarter finns listade i Catalogue of Life.